# Justified: City Primeval
Pour les articles homonymes, voir Justified et Primeval.
Production
Diffusion
Chronologie
Justified
Justified: City Primeval est une mini-série américaine développée par Dave Andron et Michael Dinner et qui est diffusée dès le 18 juillet 2023 sur FX.
Elle est adaptée du roman City Primeval (1980) d'Elmore Leonard. Elle fait suite à la série Justified.

## Synopsis
Cela fait 8 ans que l'US Marshal Raylan Givens (en) a quitté le Kentucky. Il office désormais à Miami où il élève sa fille Willa. Une rencontre hasardeuse le conduit à Détroit sur les traces d'un dangereux tueur surnommé The Oklahoma Wildman, qui a échappé à la police locale.

## Distribution

### Principaux
- Timothy Olyphant (VF : Jean-Pierre Michaël) : l'US Marshal Raylan Givens
- Aunjanue Ellis (VF : Annie Milon) : Carolyn Wilder
- Vondie Curtis-Hall (VF : Thierry Desroses) : Marcus « Sweety » Sweeton
- Adelaide Clemens (VF : Julia Boutteville) : Sandy
- Marin Ireland (VF : Claire Beaudoin) : Maureen
- Norbert Leo Butz (VF : David Krüger) : Norbert Bryl
- Victor Williams (VF : Rody Benghezala) : Wendell
- Boyd Holbrook (VF : Axel Kiener) : Clement Mansel surnommé The Oklahoma Wildman

### Secondaires
- Vivian Olyphant (VF : Maryne Bertieaux) : Willa Givens
- Ravi Patel (VF : Laurent Jacquet) : Rick Newley
- Paul Calderón (VF : Jean-Bernard Guillard) : l'inspecteur Raymond Cruz
- Amin Joseph (en) (VF : Jean-Baptiste Anoumon) : Jamal
- Regina Taylor (VF : Catherine Artigala) : Diane

### Invités
- Keith David (VF : Philippe Dumond) : le juge Alvin Guy
- David Cross (VF : Thierry Kazazian) : Burt Dickey
- Terry Kinney (VF : Serge Biavan) : Tom Costia
- Walton Goggins (VF : Mathias Kozlowski) : Boyd Crowder
- Natalie Zea : Winona Hawkins
- Luis Guzmán (VF : Marc Saez) : l'officier Ramirez
- Matt Craven : le chef-adjoint US Marshal Dan Grant
- David Koechner (VF : Jean-François Aupied) : l'US Marshal Gregg Sutter

 Source et légende : version française (VF) sur RS Doublage

## Épisodes
1. City Primeval
2. The Oklahoma Wildman
3. Backstabbers
4. Kokomo
5. You Good?
6. Adios
7. The Smoking Gun
8. The Question

## Production
En mars 2021, l'équipe de production de la série Justified annonce travailler sur une nouvelle série d'après le roman City Primeval d'Elmore Leonard. Il est alors évoqué que ce projet pourrait être un spin-off. FX confirme le projet en janvier 2022 et précise qu'il s'agira d'une mini-série. Dave Andron et Michael Dinner sont ensuite confirmés comme show runners, le second est également annoncé à la réalisation. Il précisé que l'intrigue originale du roman City Primeval a été modifiée avec Raylan Givens comme personnage principal. En février 2022, des articles révèlent que Quentin Tarantino est en négociations pour réaliser un ou deux épisodes. Le cinéaste est un grand fan de l’œuvre d'Elmore Leonard et a déjà adapté le roman Punch créole pour son film Jackie Brown (1997). En avril 2022, il est finalement annoncé que Quentin Tarantino ne participera finalement pas à la série.

### Attribution des rôles
Timothy Olyphant reprend son rôle de Raylan Givens (en), qu'il incarnait dans les six saisons de Justified. En mai 2022, il est rejoint par Aunjanue Ellis, Boyd Holbrook, Adelaide Clemens, Vondie Curtis Hall, Marin Ireland, Victor Williams, Norbert Leo Butz ou encore Vivian Olyphant (fille de Timothy Olyphant),. Ravi Patel rejoint la distribution peu après.
Keith David interprète le juge Alvin Guy dans le premier épisode.
Dans le dernier épisode, Walton Goggins, Natalie Zea, Matt Craven et David Koechner reprennent respectivement leur rôle de Boyd Crowder, de Winona Hawkins, de l'US député adjoint chef Dan Grant et de l'US député marshal Gregg Sutter.

### Tournage
Le tournage débute en mai 2022 à Chicago. En juillet 2022, les prises de vues sont momentanément interrompues en raison d'une fusillade proche du tournage dans le quartier de West Side,.
Sony Pictures Television accroit ensuite la sécurité sur le plateau. Cependant, trois semaines plus tard, il est de nouveau interrompu lorsqu'un engin incendiaire est lancé vers le plateau. L'engin n'a pas explosé et personne n'a été blessé.